# Kleidotoma subintegra
Kleidotoma subintegra is een vliesvleugelig insect uit de familie van de Figitidae. De wetenschappelijke naam van de soort is voor het eerst geldig gepubliceerd in 1917 door Kieffer.